# 银色年华
《银色年华》（又名豆蔻年华）是一部2004年拍摄的时装电视连续剧，由北京电影学院联合天津电视台电视制作中心及北京家和万兴影视公司、上海银润传媒公司制作。
2004年9月18日，在北京电影学院开机拍摄。是为中国第一部以电影学院大学生的生活为背景的电视剧，亦是2005年中国现代电影百年诞辰及北京电影学院建院五十五周年献礼剧。电视剧以影视大学毕业班排演改编自曹禺名剧《雷雨》的话剧《家事》为主线。电视剧又被分为十个故事，以十部著名电影命名为：《辛德勒的名单》、《罗拉，快跑》、《向左走向右走》、《林家铺子》、《情人》、《一个都不能少》、《荣誉》、《渔光曲》、《爱有天意》和《最想念的季节》。同年11月拍摄完成。
由程前、张娜拉主演，北京电影学院历届师生陈宝国、徐静蕾、蒋雯丽、何赛飞、寇振海、刘亦菲、刘孜等演员友情出演。编剧为张巍、洪帆。